# Astragalus vegetior
Astragalus vegetior är en ärtväxtart som beskrevs av Nikolai Fedorovich Gontscharow. Astragalus vegetior ingår i släktet vedlar, och familjen ärtväxter. Inga underarter finns listade i Catalogue of Life.